# Polo TV
Polo TV – polskojęzyczna stacja telewizyjna o charakterze muzycznym, należącej do Telewizji Polsat Sp. z o.o., a wcześniej do ZPR SA. Emituje głównie muzykę disco polo i dance oraz muzykę biesiadną, muzykę folkową, country, cygańską i zagraniczną muzykę dyskotekową. Poza teledyskami w ramówce obecne są programy rozrywkowe i relacje z imprez.

## Historia
Internetowa emisja testowa kanału ruszyła 11 kwietnia 2011, a 7 maja 2011 odbył się oficjalny start. Od początku nadawania do 4 grudnia 2019 program dostępny był w wolnym przekazie satelitarnym. Początkowo stacja emitowała wyłącznie muzykę biesiadną i disco polo oraz w mniejszym stopniu muzykę folkową, country i muzykę cygańską. Dopiero wiosną 2012 roku rozpoczęła emisję programów poświęconych muzyce dance i zagranicznej muzyce disco. 24 grudnia 2011 osiągnął najwyższą oglądalność wśród stacji muzycznych w komercyjnej grupie 16–49. Od września do grudnia 2011 stacja znajdowała się na drugim miejscu pod względem oglądalności wśród polskich stacji muzycznych.
W lipcu 2012 Polo TV zajął pierwsze miejsce wśród kanałów muzycznych pod względem oglądalności w Polsce. Stacja pozycję lidera utrzymała także w lipcu 2013 roku, kiedy to pozycje z anteny tej stacji w zestawieniu dziesięciu topowych programów zajęły wszystkie miejsca, a największą widownię zdobyła transmisja „na żywo” z Disco Hit Festival – Kobylnica.
1 października 2013 Polo TV rozpoczął emisję serialu TVP Święta wojna (emitowana była do 17 kwietnia 2014). Tym samym pierwszy raz w historii kanału pojawił się program niemuzyczny.
We wrześniu 2014 roku stacja Polo TV została producentem pierwszego w historii serialu poświęconego muzyce disco polo, pod tytułem Miłość w rytmie disco.
4 grudnia 2017 roku Telewizja Polsat Sp. z o.o. w wyniku umowy zawartej z Grupą ZPR Media nabyła 100% akcji spółki Lemon Records będącego nadawcą stacji, stając się tym samym jednym jej właścicielem.
11 października 2019 roku stacja rozpoczęła nadawanie w jakości HD.
4 grudnia 2019 przekaz na satelicie został zakodowany.
Od maja 2021 roku, z okazji 10-lecia stacji, emitowano większość utworów z lat 90. XX wieku, 2000., 10. XXI wieku i najnowsze hity.

### Nadawanie naziemne
Kanał przystąpił do konkursu o miejsce w pierwszym multipleksie naziemnej telewizji cyfrowej. 26 kwietnia 2011 Krajowa Rada Radiofonii i Telewizji rozstrzygnęła konkurs, w którym koncesję na nadawanie naziemne otrzymała Kino Polska Nostalgia i 3 inne stacje. Po rezygnacji Kino Polska TV z miejsca w multipleksie, KRRiT przyznała koncesję dla Polo TV. Multipleks 1 wystartował 15 grudnia 2011, a Polo TV nadaje naziemnie od 19 grudnia 2011.

## Audycje i ich prowadzący

### Obecnie
- Disco Weekend z Blondi – Edyta Folwarska (od 1.01.2021)
- Disco i Relax z Tomkiem Samborskim – Tomasz Samborski (od 27.03.2022)
- Hit za hitem (od 1.03.2024)
- Imprezowe sztosy (od 1.03.2024)
- Polskie szlagiery (od 1.03.2024)
- Weselne przeboje (od 1.03.2024)
- Disco Polo Mix (od 1.03.2024)
- Nówki (od 1.03.2024)
- Łączy nas muzyka – Kasia Morawska
- Czym chata bogata – tak mieszkają gwiazdy disco polo – Marcin Kotyński
- Druga strona gwiazd – Extra
- Disco Polo 30 lat później – Kasia Morawska i Marcin Kotyński
- Top 10 – lista przebojów – Kasia Morawska
- Disco Polo Life – Marcin Kotyński
- Nie ma cwaniaka na discopolaka – Wojtek Kaczmarczyk i Wojtek Grodzki
- Koncertowa niedziela (od 3.03.2024)
- Disco nie śpi! (od 1.03.2024)
- Disco Polo Live – Robert Klatt (od 7.05.2011)
- Prawy do lewego! Biesiada na całego! (od 25.12.2023)
- Muzyczna Zapowiedź (od 23.04.2024)
- Muzyczna Przeglądarka (od 1.03.2024)
- Lubię disco! (od 1.07.2024)

### Dawniej
- Poczekalnia Disco Polo Live – Edyta Folwarska (od 05.2011 do 04.2015 do 22.12.2023 w paśmie Disco Weekend z Blondi)
- Lista przebojów Disco Polo Live (od 05.2011 do 04.2015)
- Wszystko mi disco – Maciej Smoliński (6.10.2011 – 9.04.2015)
- Slide Show – Eva Basta (04.2012 – 09.2013)
- Mistrz kierownicy – najszybszy kierowca disco – Eva Basta, Rafał Matejczyk (09.2013 – 11.2014)
- Listy do Shazzy – Shazza (01.2013)
- Discopolot – Zbigniew Perkowski (10.2011 – 04.2015)
- Discopolot Premiery – Zbigniew Perkowski, Etna (08.2012 – 04.2015)
- Masters Music Box – Paweł Jasionowski (01.2013 – 09.2014)
- Power Dance – Maciej Czachowski (03.2012 – 12.2012)
- 7 wspaniałych – Jacek Mędrala (09.2015 – 12.2015)
- Power Play – Robert Klatt (05.2011 – 11.2015)
- Profesorre Toplalala – Marcin Siegieńczuk (5.10.2013 – 04.2016)
- Strefa nowości – Maciej Smoliński, potem Jacek Mędrala (05.2015 – 04.2017)
- Polo Koktajl – Elwira Mejk (18.09.2016 – 17.12.2016)
- Festiwalowa Złota 20 – Edyta Folwarska, Robert Klatt (19.03.2017 – 07.2017)
- Kuchnia Polowa – Elwira Mejk (9.09.2013 – 04.2015)[19]
- VIPO – Disco Polo Hity – Wojciech Grodzki (20.10.2012[20] – 30.12.2017[21])
- Hit Dnia – Edyta Folwarska, (Boże Narodzenie 2017): Jacek Mędrala i Maciej Smoliński (05.2011 – 31.01.2018)
- Gwiazdy Polo TV – Maciej Smoliński (05.2011 – 03.2015)
- Disco Gary, czyli rodzinne pary – Edyta Folwarska, Marcin Budynek (od 18.11.2017 –  2018)
- Moje disco, moje wszystko – Paulina Sykut-Jeżyna (od 13.10.2019 –  23.02.2020)
- Polo Kuchnia – Joanna Kaczanowska (od 28.09.2019 –  14.12.2019)
- Disco Star – Marcin Miller (od 6.10.2012 – 06.2019)
- Disco Studio – Edyta Folwarska, Maciej Smoliński, Jacek Mędrala, Klaudia Wiśniowska (od 04.2015 – 20.04.2021)
- Disco Relax – Tomasz Samborski (od 12.02.2012 –  24.05.2020)
- Twoja twarz brzmi znajomo – Maciej Dowbor i Piotr Gąsowski (od 16.11.2020 –  12.2020)
- Norbert na weekend – Norbert Bieńkowski (od 1.02.2018 do 30.04.2021)[22]
- Selfie z fanem – Maciej Smoliński i Jacek Mędrala (od 2.02.2018 do 29.10.2021)
- Mędrala na weekend – Jacek Mędrala (od 4.10.2021 do 17.12.2021)
- Weekend z... – Marek Sierocki (od 05.2011 do 11.2022)
- Video Mix Sierockiego – Marek Sierocki (od 7.03.2012 do 12.2021)
- Tego słuchacie – Wojciech Grodzki (od 1.02.2018 do 31.07.2023)
- I love disco – Maciej Smoliński (od 5.02.2018 do 29.11.2023)[23]

## Programy

### Obecne
- Tylko Dance
- Disco Polo Mix
- Disco nie śpi
- Imprezowe sztosy
- Hit za hitem
- Kochamy lata 90.
- Folkowe Love
- Polskie szlagiery
- Weselne przeboje
- Nówki
- Koncertowa niedziela
- Disco Polo Live
- Disco Duety
- Koncertowe Love

### Cykliczne
- Disco Star

### Dawne
- 4. urodziny Polo TV / 5. urodziny Polo TV
- Biesiada
- 7 wspaniałych
- Disco Polo Music
- Discopolot / Discopolot Premiery
- Dyskoteka Polo TV
- Festiwalowa Złota 20
- Gwiazdy Polo TV
- Hit dnia
- Imprezownia Polo TV
- Klejnot TV
- Koncertowe archiwum Polo TV
- Smaki dnia
- Selfie z fanem
- Kuchnia Polowa
- Legendarne koncerty w Polo TV
- Lista przebojów Disco Polo Live
- Listy do Shazzy
- Masters Music Box
- Mistrz kierownicy – najszybszy kierowca disco
- Najlepsze koncerty w Polo TV
- Pikantne Polo TV
- Poczekalnia Disco Polo Live
- Polo Koktajl
- Power Dance
- Power Play
- Profesorre Toplalala
- Prognoza pogody
- Przeboje na czasie!
- Przebojowe historie
- Slide show
- Strefa nowości / Strefa nowości Polo TV
- Szalone lata 90
- Top 20
- Top Star Exclusive
- Tylko Disco
- Vipo Disco Polo Hity
- Wieczorne granie na ekranie
- Wszystko mi disco
- Zakochane Polo TV
- Disco gary, czyli rodzinne pary
- Disco landia
- Video Mix Sierockiego
- Moje disco, moje wszystko
- Polo Kuchnia
- Disco Studio
- Disco Relax
- Twoja twarz brzmi znajomo
- Norbert na weekend
- Weekend z...
- Imprezuj z nami

## Seriale

### Obecnie
- Chłopaki do wzięcia (Od 1.01.2024)
- Zdrady (Od 1.01.2024)

### Dawne
- Miłość w rytmie disco (27.09. 2014 – 08.12.2018)
- Święta wojna (01.10.2013 – 17.04.2014)
- Świat według Kiepskich
- Wesela z piekła rodem (od 7.11.2020 do 30.12.2023)[24]
- Avenida Brasil (25.01.2016 – 12.2016)
- Pamiętniki z wakacji
- Oszukane

## Koncerty Polo TV
- Ofmt Ostróda – Od 2011 roku do 2018 roku w Polo TV
- Ofmt Olsztyn – 2019 rok w Olsztynie
- Pożegnanie lata w lłowie – Od 2011 do 2019 roku w Polo TV
- Disco hit festival Kobylnica – od 2011 do 2013 w Polo TV, Od 2014 do 2017 w Polsacie i Disco Polo Music, od 2022 w Polsacie, Disco Polo Music, Polo TV
- Polo tv hit festival Szczecinek – Od 2014 do 2016 Szczecinek
- Polo tv hit festival Lublin – 2017 Arena Lublin
- Disco pod żaglami Mrągowo – Od 2014 do 2015 w Polo TV
- Festiwal dobrej zabawy Sopot – 2014 Opera leśna
- 25 lat disco polo – 2017 Stadion Polonii w Warszawie
- Polo Hit Festival – 2014 Arena Szczecin
- Przebojowa majówka w Stężycy – Od 2015 do 2019
- Urodziny Polo TV – 2011 do 2016 Warszawa klub explosion
- Walentynkowa gala disco polo w Sali Kongresowej 2014
- Disco Attack – 2018 w Polo TV Katowicki spodek
- Sylwester Polo TV:
  - 2011 – Radom
  - 2012 – Klub Scorpio wnory/wiechy
  - 2013 – Krapkowice Discoplex A4 piętna
  - Od 2014 do 2019 i do 2022 – Łódź Atlas Arena
  - 2021 – Studio Telewizji Polsat
- Roztańczony śląski – 2019 Chorzów
- Festiwal Weselnych Przebojów – Od 2018 roku Mrągowo

## Logo
| Data trwania                    | Opis | Zdjęcie |
| ------------------------------- | --- | ------- |
| 7 maja 2011 – 25 maja 2012      | Na górze wielka czerwona litera P stworzona z kilku łuków, a pod spodem napis polo tv. Na ekranie półprzezroczyste. |         |
| 26 maja 2012 – 10 stycznia 2016 | Logo w kolorach tęczy. Mniejsze i bardziej ruchome od poprzedniego. Napis Polo TV bez zmian.                        |         |
| 11 stycznia 2016 – do dziś      | P prezentowane w formie przestrzennej 3D. Napis Polo TV jak poprzednio, bez zmian.                                  |         |

## Oglądalność
Wszyscy 4+:
|      | styczeń | luty   | marzec | kwiecień | maj    | czerwiec | lipiec | sierpień | wrzesień | październik | listopad | grudzień | cały rok |
| ---- | ------- | ------ | ------ | -------- | ------ | -------- | ------ | -------- | -------- | ----------- | -------- | -------- | -------- |
| 2020 | 0,473%  |        | 0,376% | 0,414%   |        | 0,473%   |        |          | 0,464%   |             |          |          |          |
| 2019 | 0,552%  | 0,696% | 0,675% | 0,666%   | 0,646% | 0,817%   | 0,763% | 0,648%   | 0,634%   | 0,653%      |          | 0,695%   | 0,667%   |
| 2018 | 0,50%   | 0,53%  | 0,60%  | 0,64%    | 0,66%  | 0,633%   | 0,781% | 0,757%   | 0,629%   | 0,630%      | 0,664%   | 0,805%   | 0,649%   |
| 2017 | 0,75%   | 0,72%  | 0,68%  | 0,83%    | 0,74%  | 0,86%    | 0,93%  | 0,78%    | 0,68%    | 0,59%       | 0,52%    | 0,75%    | 0,73%    |
| 2016 | 0,84%   | 0,82%  | 0,83%  | 0,77%    | 0,86%  | 0,85%    | 0,97%  | 0,83%    | 0,76%    | 0,77%       | 0,76%    | 0,93%    | 0,83%    |
| 2015 | 0,74%   | 0,81%  | 0,75%  | 0,82%    | 0,91%  | 1,05%    | 1,04%  | 0,98%    | 0,77%    | 0,78%       | 0,78%    |          | 0,86%    |
| 2014 | 0,86%   | 0,78%  | 0,80%  | 0,77%    | 0,73%  | 0,76%    | 0,82%  | 0,84%    | 0,65%    | 0,62%       | 0,64%    |          | 0,76%    |
| 2013 | 0,564%  | 0,588% | 0,593% | 0,602%   | 0,647% | 0,773%   | 0,999% | 0,958%   | 0,710%   | 0,71%       | 0,77%    |          | 0,73%    |
| 2012 | 0,262%  | 0,226% | 0,195% | 0,233%   | 0,270% | 0,374%   | 0,555% | 0,59%    | 0,505%   | 0,522%      | 0,576%   |          | 0,42%    |
| 2011 |         |        |        |          |        |          |        |          | 0,242%   | 0,238%      | 0,294%   |          | 0,101%   |